# Сподня Либна
Сподня Либна (словен. Spodnja Libna) — поселення в общині Кршко, Споднєпосавський регіон, Словенія. Висота над рівнем моря: 196,7 м.